# Burgersfort
Burgersfort (Afrikaans/englisch; deutsch etwa: „Burgers’ Fort“) ist eine Stadt in der südafrikanischen Provinz Limpopo. Sie war Verwaltungssitz der 2016 aufgelösten Gemeinde Greater Tubatse im Distrikt Sekhukhune.

## Geographie
2011 hatte Burgersfort 6369 Einwohner (Volkszählung 2011). Die Stadt liegt im Tal des Spekboom River, einem Nebenfluss des Steelpoort River (auch Tubatse), und am Nordrand des Bushveld-Komplexes, der einen hohen Gehalt an Platin und weiteren Platinmetalle aufweist.

## Geschichte
Der Ort wurde nach einem Fort benannt, dass 1876/1877 im Kampf gegen den Bapedi-Herrscher Sekhukhune errichtet worden war und im Ort lag. Das Fort war nach einem Präsidenten der Südafrikanischen Republik (ZAR), Thomas François Burgers, benannt worden.

## Wirtschaft und Verkehr
Um Burgersfort wird Platin gewonnen. Die R37 verbindet Polokwane im Norden über Burgersfort mit Mashishing im Süden. Die R555 verläuft etwa im rechten Winkel dazu nach Middelburg im Südwesten und Ohrigstad im Osten. Im Güterverkehr wird Burgersfort auf der Nebenbahn eMakhazeni–Steelpoort bedient.